# Linás de Broto
Linás de Broto (Linars de Broto en aragonés) es una localidad aragonesa perteneciente al municipio de Torla-Ordesa, en la comarca del Sobrarbe, provincia de Huesca, Aragón, y muy próxima al parque nacional de Ordesa y Monte Perdido.

## Geografía humana

### Demografía
| Gráfica de evolución demográfica de Linás de Broto entre 1842 y 1970 |
| |
| Población de derecho según los censos de población del INE Población de hecho según los censos de población del INEEntre el censo de 1981 y el anterior, este municipio desaparece porque se integra en el municipio 22230 (Torla) |

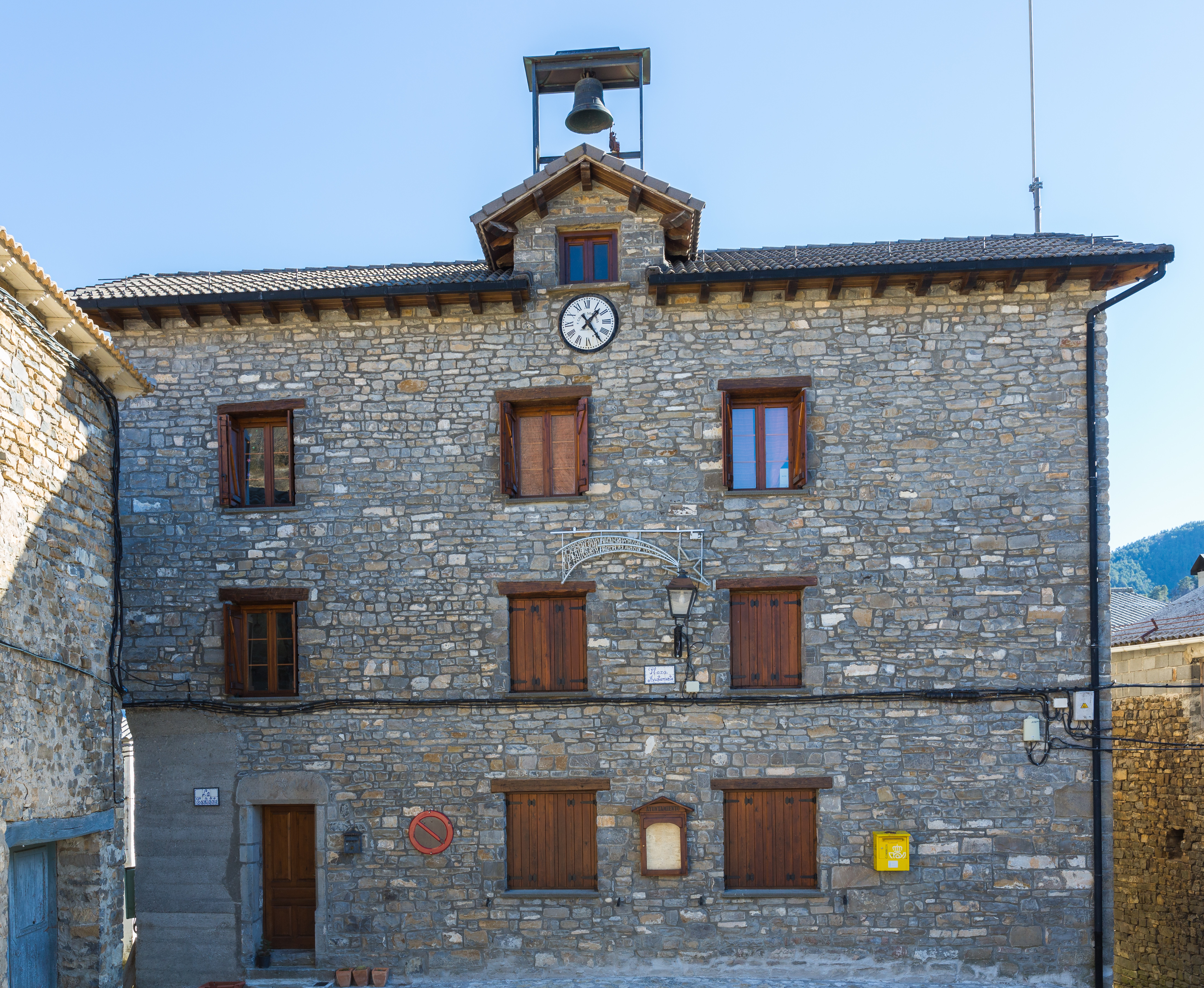
Ayuntamiento de Linás de Broto.

Según el INE en 2021, la población de la localidad es de 48 habitantes, de los cuales 30 son varones y 18 son mujeres. Tanto en el año 2001, como en 2011 había censados 61 habitantes.

## Situación geográfica

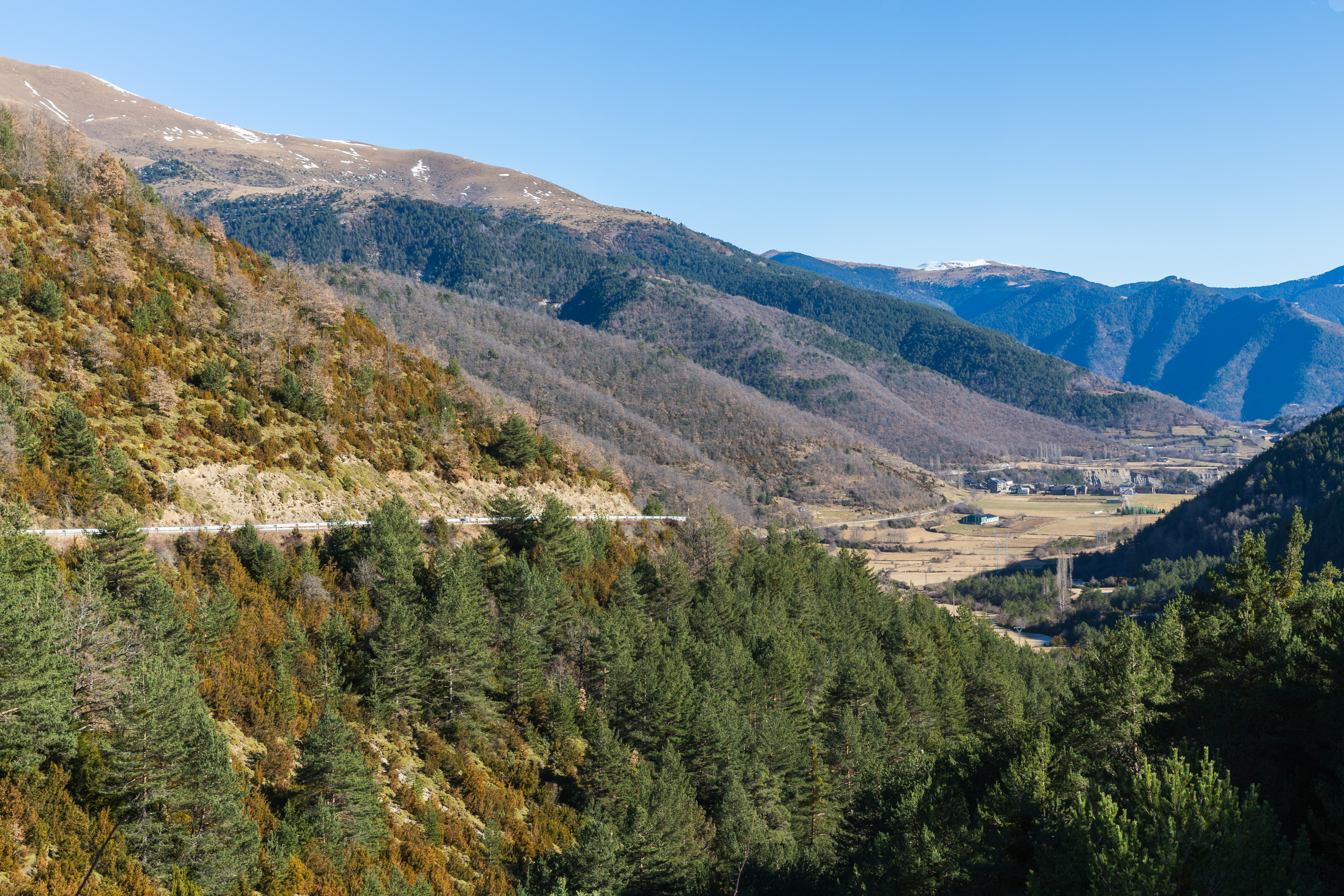
Barranco del Monte, en las inmediaciones de Linás de Broto.

Está enclavado en la parte baja de la ladera de A Serreta, a 1.232 metros de altitud sobre el nivel del mar.
Se diferencian en él, tres barrios:
- Alto (Linás)
- O Bico (el barrio)
- A Bajera (el bajo)

## Arquitectura
Posee una iglesia, que data del siglo XVI, con antecedentes medievales, que destaca por su torre.

## Historia
Se le menciona en el siglo XIII, y tenía 73 fuegos en 1488. Se llamó Linás hasta 1797, el de Broto se le puso para distinguirlo de Linás de Marcuello. Fue sobrecullida de Aínsa y vereda y corregimiento de Jaca. Tuvo ayuntamiento propio desde 1834, entre 1970 y 1980 se unió a Torla (actualmente Torla-Ordesa).

## Iglesia

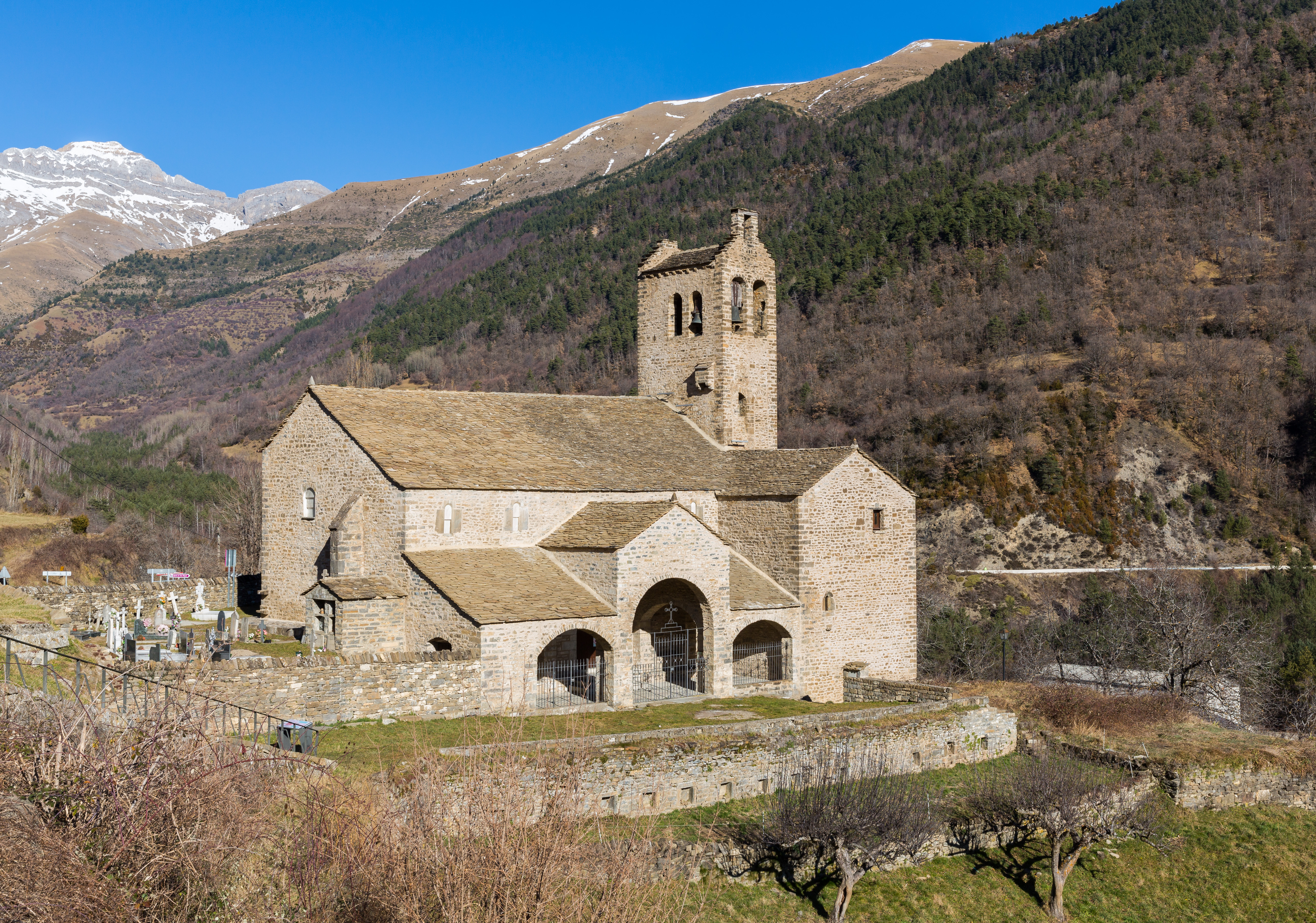
Iglesia de San Miguel, Linás de Broto.

La iglesia perteneció al arcedianato de los valles, obispado de Huesca. La iglesia está dedicada a San Miguel, se encuentra aislada del casco urbano, en dirección norte, rodeado de prados y árboles. Tiene una amplia nave y ábside con cabecera recta, sobre la que se levanta la torre del siglo XIII, declarada Bien de Interés Cultural (BIC), de un solo cuerpo, con aspilleras y matacanes, con carácter defensivo. Tiene vanos en la parte superior y espadaña de un ojo, elevada sobre el vértice del tejadillo a dos aguas, en su día sirvió de remate al campanario.

## Ermitas
Tiene las ermitas de San Benito y Santa Eugenia, con salas rectangulares de arquitectura popular.

## Fiestas
Las fiestas se dan en la víspera de San Miguel. La fiesta más pequeña es para San Sebastián.